# Apogonia nigrobrunnea
Apogonia nigrobrunnea är en skalbaggsart som beskrevs av Moser 1910. Apogonia nigrobrunnea ingår i släktet Apogonia och familjen Melolonthidae. Inga underarter finns listade i Catalogue of Life.